# Mbanga (Ntui)
Pour les articles homonymes, voir Mbanga (homonymie).
Mbanga est un village du Cameroun situé dans la région du Centre et le département du Mbam-et-Kim. Il fait partie de la commune de Ntui.

## Population
En 1966, le village comptait 128 habitants, principalement Batschenga.
Lors du recensement de 2005, on y dénombrait 595 personnes.